# Stanković Cup
Der Stanković Continental Champions’ Cup ist ein internationales Basketballturnier für Nationalmannschaften der Männer, das jährlich von der FIBA durchgeführt wird. Es nehmen jeweils sechs Mannschaften an diesem Rundenturnier teil.
Die Idee zu diesem Turnier hatte Dr. Carl Men Ky Ching, Präsident der FIBA. Dr. Ching wählte China als Veranstaltungsland für den Cup aus. Er wird zu Ehren von Borislav Stanković abgehalten, einem emeritierten FIBA-Generalsekretär.

## Bisherige Turniere
| Jahr     | Stadt            | Gold          | Silber             | Bronze                   |
| -------- | ---------------- | ------------- | ------------------ | ------------------------ |
| 2005     | Peking           | Litauen       | Argentinien        | Australien               |
| 2006     | Nanjing/Kunshan  | Griechenland  | Deutschland        | Frankreich               |
| 2007     | Guangzhou/ Macau | Slowenien     | China              | NBA D-League Ambassadors |
| 2008     | Hangzhou         | Angola        | China              | Serbien                  |
| 2009     | Kunshan          | Australien    | Türkei             | China                    |
| 2010     | Liuzhou          | Slowenien     | Australien         | China                    |
| 2011 (1) | Haining          | Angola        | Australien         | Russland                 |
| 2011 (2) | Guangzhou        | Neuseeland    | Russland           | China                    |
| 2012     | Guangzhou        | China         | Australien         | Tunesien                 |
| 2013 (1) | Lanzhou          | Australien    | Argentinien        | China                    |
| 2013 (2) | Guangzhou        | Argentinien   | China              | Nigeria                  |
| 2014     | Luoyang          | Russland B    | Slowenien          | China                    |
| 2015     | Luoyang          | Neuseeland    | Mexiko             | Venezuela B              |
| 2016     | Peking           | Frankreich B  | Argentinien Jugend | Nigeria                  |
| 2017     | Shenzhen         | Deutschland B | Kroatien           | China Red                |
| 2018     | Shenzhen         | Kroatien      | Tunesien           | China Blue               |
| 2019     | Shenzhen         | Deutschland B | China              | Tunesien                 |